# Orthorhachis pallida
Orthorhachis pallida är en mångfotingart som beskrevs av Jeekel 1985. Orthorhachis pallida ingår i släktet Orthorhachis och familjen Dalodesmidae. Inga underarter finns listade i Catalogue of Life.